# Trosky (Minnesota)
Trosky è un comune degli Stati Uniti d'America, situato nello Stato del Minnesota, nella Contea di Pipestone.